# Лесоло
Лѐсоло (на италиански: Lessolo; на пиемонтски: Lessoj, Лесой) е село и община вМетрополен град Торино, регион Пиемонт, Северна Италия. Разположено е на 277 m надморска височина. Към 1 януари 2020 г. населението на общината е 1820 души, от които 77 са чужди граждани.